# سیارک ۱۰۳۷۸
سیارک ۱۰۳۷۸ (به انگلیسی: 10378 Ingmarbergman، نامگذاری:1996NE5) ده هزار و سیصد و هفتاد و هشتمین سیارک کشف شده‌است که در ۱۴ ژوئیه ۱۹۹۶ کشف شد.
قدر مطلق سیارک برابر ۱۳٫۵۰ است.